# تونبوسون آيدين
تونبوسون آيدين (بالإنجليزية: Tunbosun Aiyedehin)‏ (مواليد 20 يونيو 1969)، هي مُمثلة ومُمثلة أداء صوتي نيجيرية. عُرفت أكثر بدورها في فيلم عروسين ورضيع سنة 2011.

## وصلات خارجية
- تونبوسون آيدين على موقع IMDb (الإنجليزية)
- تونبوسون آيدين على موقع قاعدة بيانات الفيلم (الإنجليزية)